# Münichreith-Laimbach
Münichreith-Laimbach – gmina w Austrii, w kraju związkowym Dolna Austria, w powiecie Melk. Według Austriackiego Urzędu Statystycznego liczyła 1 654 mieszkańców (1 stycznia 2014).